# Музей традиционного ручного ткачества Поозерья
Музей традиционного ручного ткачества Поозерья (бел. Музей традыцыйнага ручнога ткацтва Паазер'я) посвящён ручному ткачеству Поозерья (Глубокский, Миорский, Шарковщинский, Верхнедвинский, Поставский, Докшицкий и Полоцкий районы Витебской области.

## История
В Белоруссии ткачество известно с глубокой древности. Об этом свидетельствуют многочисленные археологические находки. Ткачество — наиболее распространённый вид народного декоративно-прикладного искусства. Музей традиционного ручного ткачества Поозерья открылся в декабре 1998 года.

## Концепция
Модель ткацкого ремесла представлена в музее в виде Мирового древа, мотив которого встречается в декоре белорусских тканых изделий, символизируя связь между вселенной и человеком.

## Экспозиция
Музейная экспозиция размещается в трех залах и раскрывает секреты создания традиционных тканых изделий — от посадки льна до получения готового изделия.